# Saint-Roman
Saint-Roman – miejscowość i gmina we Francji, w regionie Owernia-Rodan-Alpy, w departamencie Drôme.
Według danych na rok 1990 gminę zamieszkiwało 160 osób, a gęstość zaludnienia wynosiła 23 osób/km² (wśród 2880 gmin regionu Rodan-Alpy Saint-Roman plasuje się na 1462. miejscu pod względem liczby ludności, natomiast pod względem powierzchni na miejscu 1360.).